# 9908 Ауе
9908 Ауе (9908 Aue) — астероїд головного поясу.
Тіссеранів параметр щодо Юпітера — 3,284.